# Liechtenstein nos Jogos Olímpicos de Inverno de 2014
Liechtenstein participou dos Jogos Olímpicos de Inverno de 2014, realizados na cidade de Sóchi, na Rússia. Foi a décima oitava aparição do país em Olimpíadas de Inverno.

## Desempenho

### Esqui alpino
Feminino
| Atleta         | Evento    | Descida 1 | Descida 2 | Total   | Pos. |
| -------------- | --------- | --------- | --------- | ------- | ---- |
| Marina Nigg    | Slalom    | 57.47     | 53.17     | 1:50.64 | 21º  |
| Tina Weirather | Downhill  |           |           | DNS     | DNS  |
| Tina Weirather | Combinado | DNS       | DNS       | DNS     | DNS  |
| Tina Weirather | Super-G   |           |           | DNS     | DNS  |

Masculino
| Atleta         | Evento         | Descida 1 | Descida 2 | Total   | Pos. |
| -------------- | -------------- | --------- | --------- | ------- | ---- |
| Marco Pfiffner | Slalom         | 53.46     | 1:02.02   | 1:55.48 | 24º  |
| Marco Pfiffner | Slalom gigante | 1:27.64   | 1:29.08   | 2:56.72 | 42º  |

### Esqui cross-country
Masculino
| Atleta       | Evento          | Clássico | Clássico | Livre   | Livre | Final     | Final |
| Atleta       | Evento          | Tempo    | Pos.     | Tempo   | Pos.  | Tempo     | Pos.  |
| ------------ | --------------- | -------- | -------- | ------- | ----- | --------- | ----- |
| Philipp Hälg | 15 km clássico  |          |          |         |       | 40:41.5   | 27º   |
| Philipp Hälg | 30 km skiathlon | 37:51.8  | 44º      | 34:22.7 | 41º   | 1:12:47.8 | 43º   |

Legenda
| Recorde mundial      | Recorde mundial (World record)               |                       | Recorde africano                      | Recorde africano (African) |                                           | Q | Classificado por posição (Qualified) |
| Recorde olímpico     | Recorde olímpico (Olympic record)            | Recorde da América    | Recorde da América (Americas)         | q                          | Classificado por melhor tempo (Qualified) |   |                                      |
| Melhor marca do ano  | Melhor marca do ano (World leading)          | Recorde asiático      | Recorde asiático (Asian)              | DNS                        | Não largou (Did not start)                |   |                                      |
| Recorde nacional     | Recorde nacional (National record)           | Recorde europeu       | Recorde europeu (European)            | DNF                        | Não terminou (Did not finish)             |   |                                      |
| Recorde pessoal      | Recorde pessoal do atleta (Personal best)    | Recorde da Oceania    | Recorde da Oceania (Oceania)          | DSQ / DQ                   | Desclassificado (Disqualified)            |   |                                      |
| Recorde da temporada | Recorde da temporada do atleta (Season best) | Recorde sul-americano | Recorde sul-americano (South America) | NM                         | Sem marca (No mark)                       |   |                                      |